# UD Lanzarote
UD Lanzarote is een Spaanse voetbalclub. Thuisstadion is het Ciudad Deportiva in Arrecife op Lanzarote, Canarische Eilanden. Het team speelt sinds 2010/11 in de Tercera División.

## Historie
UD Lanzarote speelt sinds 1980 professioneel voetbal als het dan debuteert in de Tercera División. Na een 3e plaats in 1999 promoveert het via de play-offs voor het eerst naar de Segunda División B. Het optreden aldaar duurt slechts een seizoen. Na de degradatie in 2000 wordt de club het jaar daaropvolgend kampioen en bereikt het wederom de Segunda División B via de play-offs. In de eerste seizoenen speelt de club mee om promotie en ondanks een kampioenschap in 2003/04 weet de club de stijgende lijn niet door te zetten. De afgelopen twee seizoenen eindigde de club in de middenmoot. In het seizoen 2004/05 viel de club nog op door RCD Mallorca uit te schakelen in de Copa del Rey.

## Gewonnen prijzen
- Segunda División B: 2003/04
- Tercera División: 2000/01

Arucas CF ·
CD Atlético Paso · 
Atlético Tacoronte ·
Atlético Unión de Güímar ·
Atlético Victoria ·
CD Buzanada ·
UD Gran Tarajal ST ·
UD Guía ·
UD Ibarra ·
CD La Cuedra ·
UD Lanzarote ·
Las Palmas C ·
CD Mensajero · 
CF Panadería Pulido ·
UD San Fernando ·
CD Santa Úrsula ·
Tenerife B · 
SD Tenisca · 
Unión Viera CF ·
CD Vera ·
UD Villa de Santa Brígida